# Ferrari 643
Ferrari 643 — гоночный автомобиль с открытыми колёсами команды Scuderia Ferrari, выступавший в Чемпионате мира Формулы-1 сезона 1991 года.

## История
Ferrari 643 был сконструирован Стивом Николзом и Жан-Клодом Мижо. Дебютировавший на Гран-при Франции, он поначалу выглядел потенциальным лидером. Ален Прост квалифицировался на первом ряду и захватил лидерство в гонке. И, хотя, в конце концов, Найджел Мэнселл на своём Williams FW14 Renault обошёл его, второе место в первой гонке выглядело многообещающим. Хотя надеждам так и не суждено было сбыться.

Несмотря на то, что машина была одной из красивейших на трассе, её результаты (или, их отсутствие) стали основной причиной разрыва Проста и Ferrari (француз сравнивал вождение 643 с вождением грузовика, говоря, что "грузовиком легче управлять, чем этой машиной"). После Гран-при Японии Прост был уволен, единственный раз за свою карьеру в Ф1. Команда заменила его в Австралии на тест-пилота Джанни Морбиделли.

Автомобиль завоевал 39,5 очков из 55,5, набранных командой в 1991 году (модель 642 набрала 16 очков в первых 6 гонках сезона), 8 подиумов и занял 3 место в Кубке конструкторов.

Ferrari 643 была заменена на старте сезона-1992 на Ferrari F92A.

## Результаты в чемпионате мира Формулы-1
| Год  | Шасси | Двигатель            | Шины | Пилоты     | 1   | 2   | 3   | 4   | 5   | 6   | 7   | 8    | 9    | 10   | 11   | 12   | 13   | 14  | 15   | 16   | Место | Очки |
| ---- | ----- | -------------------- | ---- | ---------- | --- | --- | --- | --- | --- | --- | --- | ---- | ---- | ---- | ---- | ---- | ---- | --- | ---- | ---- | ----- | ---- |
| 1991 | 643   | Ferrari 037 3,5, V12 | G    |            | США | БРА | САН | МОН | КАН | МЕК | ФРА | ВЕЛ  | ГЕР  | ВЕН  | БЕЛ  | ИТА  | ПОР  | ИСП | ЯПО  | АВС  | 3     | 55,5 |
| 1991 | 643   | Ferrari 037 3,5, V12 | G    | Прост      |     |     |     |     |     |     | 2   | 3    | Сход | Сход | Сход | 3    | Сход | 2   | 4    |      | 3     | 55,5 |
| 1991 | 643   | Ferrari 037 3,5, V12 | G    | Алези      |     |     |     |     |     |     | 4   | Сход | 3    | 5    | Сход | Сход | 3    | 4   | Сход | Сход | 3     | 55,5 |
| 1991 | 643   | Ferrari 037 3,5, V12 | G    | Морбиделли |     |     |     |     |     |     |     |      |      |      |      |      |      |     |      | 6    | 3     | 55,5 |

| Легенда к таблице |                                                                    |
| --- | ------------------------------------------------------------------ |
| В таблице перечислены результаты всех Гран-при Формулы-1, в которых использовался автомобиль. Строками таблицы являются сезоны, столбцами — этапы чемпионата мира. В каждой клетке указаны сокращённое название этапа и результат, дополнительно обозначенный цветом. Расшифровка обозначений и цветов представлена в нижеследующей таблице. |                                                                    |
| \| Пример \| Описание \| \| ------------ \| ------------------------------------------------------------------ \| \| 1 \| Победитель \| \| 2 \| Второе место \| \| 3 \| Третье место \| \| 5 \| Финишировал, заработав очки \| \| Сход \| Не финишировал, но при этом заработал очки \| \| 12 \| Финишировал, не получив очков \| \| НКЛ \| Финишировал, но не попал в финальную классификацию \| \| 15 \| Участвовал вне зачёта, либо по отдельной классификации \| \| 18 \| Не финишировал, но попал в финальную классификацию \| \| Сход \| Не финишировал \| \| НКВ \| Не прошёл квалификацию \| \| НПКВ \| Не прошёл предквалификацию \| \| ДСК \| Дисквалифицирован \| \| ИСК \| Исключён из протокола соревнований \| \| ТТ \| Заявлен для участия только в тренировках \| \| НС \| Участвовал в квалификации, но не стартовал в гонке \| \| Т \| Травмирован или болен \| \| ОТК \| Отказ от участия \| \| НТР \| Прибыл на соревнования, но на трассу не выезжал \| \| НПР \| Был заявлен в числе участников, но не прибыл к началу соревнований \| \| О \| Соревнования отменены \| \| \| Не участвовал \| \| Поул-позиция \| \| \| Быстрый круг \| \| |                                                                    |
| Пример | Описание                                                           |
| 1 | Победитель                                                         |
| 2 | Второе место                                                       |
| 3 | Третье место                                                       |
| 5 | Финишировал, заработав очки                                        |
| Сход | Не финишировал, но при этом заработал очки                         |
| 12 | Финишировал, не получив очков                                      |
| НКЛ | Финишировал, но не попал в финальную классификацию                 |
| 15 | Участвовал вне зачёта, либо по отдельной классификации             |
| 18 | Не финишировал, но попал в финальную классификацию                 |
| Сход | Не финишировал                                                     |
| НКВ | Не прошёл квалификацию                                             |
| НПКВ | Не прошёл предквалификацию                                         |
| ДСК | Дисквалифицирован                                                  |
| ИСК | Исключён из протокола соревнований                                 |
| ТТ | Заявлен для участия только в тренировках                           |
| НС | Участвовал в квалификации, но не стартовал в гонке                 |
| Т | Травмирован или болен                                              |
| ОТК | Отказ от участия                                                   |
| НТР | Прибыл на соревнования, но на трассу не выезжал                    |
| НПР | Был заявлен в числе участников, но не прибыл к началу соревнований |
| О | Соревнования отменены                                              |
| | Не участвовал                                                      |
| Поул-позиция |                                                                    |
| Быстрый круг |                                                                    |